# هیو موفات

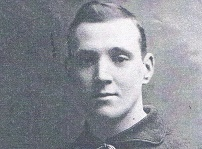
هیو موفات

هیو موفات (به انگلیسی: Hugh Moffat) بازیکن فوتبال زادهٔ ۱۲ ژانویه ۱۸۸۵ اهل انگلستان بود که سابقهٔ بازی در تیم ملی فوتبال انگلستان را در کارنامهٔ خود دارد. وی در تاریخ ۱۷ مارس ۱۹۱۳ تنها بازی ملی خود را در مقابل تیم ملی فوتبال ولز انجام داد.